# Бригель, Ханс-Петер
Ханс-Петер Бригель (нем. Hans-Peter Briegel; 11 октября 1955, Роденбах) — немецкий футболист и тренер. Лучший игрок ФРГ 1985 года (первый лучший немецкий игрок, выступающий за границей). Серебряный призёр чемпионатов мира 1982 и 1986, чемпион Европы 1980. Всего в чемпионатах Германии и Италии провёл 346 матчей, забил 68 мячей. После окончания карьеры стал тренером.

## Карьера игрока

### Клубная карьера
Ханс-Петер Бригель родился в Роденбахе, неподалёку от Кайзерслаутерна, и ещё в юности начал заниматься лёгкой атлетикой. Однако, несмотря на это, в 1972 году в возрасте 17 лет он бросил атлетику, чтобы играть в футбол в местном клубе «Роденбах». Обычно играл на позиции левого защитника или опорного полузащитника. Его ценили не только за хорошие физические данные, но и за технику владения мячом и голевое чутьё.
Через два года его заметил Эрих Риббек и пригласил тренироваться вместе с командой «Кайзерслаутерн». Скоро Бригель начал выходить в основном составе на позиции защитника. С «Кайзерслаутерном» он дважды дошёл до финала кубка Германии. В сезоне 1981/82 отметился 13 голами в 32 матчах Бундеслиги. В 1984 году Ханс-Петер перешёл в итальянский «Эллас Верона», сразу став ключевым игроком, и в первом же сезоне неожиданно получил золотые награды чемпионата Италии. Бригель забил 9 мячей в 27 матчах Серии А. В том же году он был признан футболистом года в Германии.
После окончания контракта с «Вероной» в 1986 году Бригель за 4 млрд лир перешёл в стан другого представителя Серии А — «Сампдории», с которой смог выиграть кубок Италии 1987/88. В 1988 году Ханс-Петер Бригель завершил карьеру игрока.

### Выступления за сборную
Ханс-Петер Бригель дебютировал за сборную 17 октября 1979 года в матче квалификационного раунда Евро 1980 против Уэльса. В 1980 году Ханс-Петер в составе сборной под руководством Юппа Дерваля завоевал золотые награды чемпионата Европы, а на чемпионатах мира 1982 и 1986 годов его команда была второй.

## Карьера тренера
Первый опыт тренерской работы Бригель получил в «Гларусе», клубе из второго дивизиона Швейцарии. Затем он тренировал немецкий клуб «Эденкобен», а в 1994 году возглавил вылетевший из Бундеслиги «Ваттеншайд 09», но при нём команда выступала плохо. Как следствие, он временно перестал тренировать, став в 1996 году спортивным директором «Кайзерслаутерна», но покинул пост в октябре 1997 года после конфликта с тренером команды Отто Рехагелем. Позже он вернулся на должность директора.
В декабре 2002 года он принял предложение Федерации футбола Албании стать главным тренером сборной страны. Перед тем как принять предложение, Бригель рассматривал другие варианты работы, но ему мешал недостаток тренерского опыта: до того он был лишь помощником Карл-Хайнца Фельдкампа в «Бешикташе», а также возглавлял клуб после его ухода (с сентября 1999 по 30 июня 2000), и далее тренировал другой клуб турецкой Суперлиги «Трабзонспор» (7 ноября 2001 — 30 июня 2002). Он принял предложение работать с Албанией и в течение четырёх лет (2002—2006) довольно успешно руководил командой. С ним команда выступала в отборочных матчах Евро 2004 и чемпионата мира 2006. Он покинул пост 9 мая 2006 года. По количеству матчей у руля команды он уступает лишь Джанни Де Бьязи.
В июне 2006 года он согласился на сделку с Футбольной ассоциацией Бахрейна, сменив на посту тренера сборной Луку Перузовича. Однако 20 января 2007 года он был уволен в ходе Кубка наций Персидского залива.
Последним местом работы Бригеля был клуб турецкой Суперлиги «Анкарагюджю», он покинул свой пост в конце сезона 2006/07.